# Acerataspis formosana
Acerataspis formosana là một loài tò vò trong họ Ichneumonidae.